# Wouter De Ploey
Wouter De Ploey (Kinshasa, 5 april 1965) is en Belgisch bedrijfsleider en bestuurder. Van 2015 tot en met 2022 was hij CEO van het Ziekenhuis Netwerk Antwerpen.

## Levensloop
Wouter De Ploey liep school aan het Sint-Pieterscollege in Leuven. Hij studeerde economie en wijsbegeerte aan de Katholieke Universiteit Leuven en economie aan de Universiteit van Michigan in de Verenigde Staten, waar hij in 1992 tevens promoveerde tot doctor in de economie. Hij was aspirant van het Fonds voor Wetenschappelijk Onderzoek, onderzoeksassistent aan de Universiteit van Michigan en postdoctoraal onderzoeker aan de KU Leuven.
Van 1992 tot 2015 werkte hij als management consultant bij McKinsey & Company. Van 2015 tot 2022 was hij CEO van het Ziekenhuis Netwerk Antwerpen, dat negen ziekenhuizen omvat.
De Ploey was voorzitter van de raad van bestuur van het Museum van Hedendaagse Kunst Antwerpen (2008-2017), bestuurder van hogeschool Odisee (2012-2017), adviseur van uitgeverij Lannoo (2015-2018), bestuurder van de Franse bank BNP Paribas (2016-2022) en bestuurder van GZA Ziekenhuizen (2017-2022). Van 2012 tot 2022 was hij ondervoorzitter van Voka - Kamer van Koophandel Antwerpen-Waasland. Hij is bestuurder van Vanbreda Risk & Benefits (sinds 2017) en BNP Paribas Fortis (sinds 2022).
In 2023 ontving hij de prijs van Zorgpersoonlijkheid van het Jaar, uitgereikt door ZORG Magazine.